# Louredo e Fornelos
Louredo e Fornelos (oficialmente: União das Freguesias de Louredo e Fornelos) é uma freguesia portuguesa do município de Santa Marta de Penaguião, com 12,17 km² de área e 520 habitantes (censo de 2021). A sua densidade populacional é 42,7 hab./km².

## História
Foi criada aquando da reorganização administrativa de 2012/2013,  resultando da agregação das antigas freguesias de Louredo e Fornelos.

## Demografia
A população registada nos censos foi:
| Distribuição da População por Grupos Etários | Distribuição da População por Grupos Etários | Distribuição da População por Grupos Etários | Distribuição da População por Grupos Etários | Distribuição da População por Grupos Etários | Distribuição da População por Grupos Etários |
| -------------------------------------------- | -------------------------------------------- | -------------------------------------------- | -------------------------------------------- | -------------------------------------------- | -------------------------------------------- |
| Antes da agregação                           |                                              |                                              |                                              |                                              |                                              |
| Ano                                          | 0-14 anos                                    | 15-24 anos                                   | 25-64 anos                                   | >= 65 anos                                   | Total                                        |
| 2001                                         | 116                                          | 114                                          | 405                                          | 200                                          | 835                                          |
| 2011                                         | 56                                           | 73                                           | 346                                          | 194                                          | 669                                          |
| Após a agregação                             |                                              |                                              |                                              |                                              |                                              |
| Ano                                          | 0-14 anos                                    | 15-24 anos                                   | 25-64 anos                                   | >= 65 anos                                   | Total                                        |
| 2021                                         | 35                                           | 39                                           | 255                                          | 191                                          | 520                                          |